# César Puello
Pour les articles homonymes, voir Puello.
César David Puello Santana (né le 1er avril 1991 à La Romana, République dominicaine) est un joueur de champ extérieur de la Ligue majeure de baseball.

## Carrière
César Puello signe son premier contrat professionnel en juillet 2007 avec les Mets de New York. Il joue 10 saisons en ligues mineures avant d'atteindre les majeures, évoluant avec des clubs affiliés aux Mets de 2008 à 2015, aux Yankees de New York en 2016, aux Rangers du Texas puis aux Angels de Los Angeles en 2017. En 2013, il est suspendu 50 matchs à la suite de l'affaire Biogenesis, un scandale de dopage. Les Mets le libèrent de son contrat après la saison 2015 où, en raison d'une blessure, il est limité à un seul match joué.
Il fait ses débuts dans le baseball majeur avec les Angels de Los Angeles le 9 août 2017. Dans ce premier match, face aux Orioles de Baltimore, Puello frappe aux dépens de Kevin Gausman son premier coup sûr, produisant un point, puis vole successivement les deuxième et troisième buts.
Après un seul match joué pour les Angels, il est réclamé au ballottage par les Rays de Tampa Bay le 19 août 2017.